# Чернышевск
Черныше́вск — посёлок городского типа, административный центр Чернышевского района Забайкальского края России. Узел железнодорожных линий. Посёлок расположен по обе стороны реки Алеур при её впадении в реку Куэнга, в 320 километрах по федеральной трассе Амур и 389 километрах (по железной дороге) к северо-востоку от Читы.
Население — 13 670 чел. (2021).

## История
Первоначально Алеурская заимка, затем Поповская слобода, возникшая не ранее 1670 года.
В 1851 году крестьяне, проживавшие в слободе, отнесены к казачьему сословию.
В 1908 году на другом берегу реки Алеур построен разъезд Пашенный на Амурской железной дороге. При строительстве железной дороги рядом с разъездом появился лагерь строителей, позднее ставший посёлком Чернышево. В 1921 году по решению жителей два населённых пункта объединились в один под названием Чернышево. В 1928 году разъезд Пашенный переименован в станцию Пашенная.
Районный центр — с 1934 года, Статус посёлка городского типа — с 27 ноября 1938 года.
Новый толчок к развитию посёлка дало строительство новых участков Забайкальской железной дороги в 1933—1940 годах. В посёлке в эти годы появились новые паровозное и вагонное депо, электростанция, Дом связи, вокзал, школа. В 1936 году в посёлке побывал нарком путей сообщения Л. М. Каганович и в связи с его визитом станция Пашенная переименована в станцию имени Кагановича. В сентябре 1957 года указом Президиума Верховного Совета РСФСР рабочий посёлок имени Кагановича переименован в рабочий посёлок Чернышевск.

## Население
| 1863    | 1916    | 1959    | 1970    | 1979    | 1989    |
| ------- | ------- | ------- | ------- | ------- | ------- |
| 70      | ↗300    | ↗11 412 | ↗13 073 | ↗15 464 | ↗16 204 |
| 2002    | 2007    | 2009    | 2010    | 2011    | 2012    |
| ↘13 031 | ↘12 400 | ↘12 207 | ↗13 359 | ↘13 339 | ↘13 213 |
| 2013    | 2014    | 2015    | 2016    | 2017    | 2018    |
| ↗13 246 | ↘13 148 | ↘13 020 | ↘12 968 | ↘12 868 | ↘12 762 |
| 2019    | 2020    | 2021    |         |         |         |
| ↘12 654 | ↗12 737 | ↗13 670 |         |         |         |

## Экономика
В 1932 году при коллективизации в посёлке появилась СХА «Красный пахарь», которая позднее переименована в колхоз имени В. В. Куйбышева. В 1978 году колхоз преобразован в откормочный совхоз «Гаурский». В сентябре 1992 года реорганизована в ТОО «Гаурское», с 2000 года — СХК «Гаурский», позднее — СПК «Гаурский».

## Образование и культура
В посёлке располагаются 5 общеобразовательных школ (три средние (№ 2, № 63 и № 78), начальная и вечерняя), музыкальная школа, ДЮСШ, техническое училище, дом детского творчества, 4 детских сада, детский дом, ДОСААФ.
Также в посёлке имеются краеведческий музей, спортивный зал «Мехико», тренажёрный зал , 3 библиотеки. Функционируют 3 больницы. В Чернышевске размещается редакция еженедельной районной газеты «Наше время».

## Топографические карты
- Лист карты N-50-XXXIV. Масштаб: 1 : 200 000. Указать дату выпуска/состояния местности.